# دیلی تلگراف (نیوزیلند)
دیلی تلگراف روزنامه‌ای که شهر نیپیر و منطقهٔ خلیج هاوک در نیوزیلند را پوشش می‌داد. در فوریه ۱۸۷۱م. توسط ریچارد هالکت لرد روزنامه‌نگار لندنی، که خودش سردبیر روزنامه هم بود، بنیان‌گذاری شد.
این روزنامه تا سال ۱۹۹۹م. منتشر می‌شد تا اینکه در این سال با هاوکز بی هرالد تریبون ادغام شد و به خلیج هاوک تودی تبدیل شد.